# Jules Claretie
Arsène Arnaud Clarétie, dit Jules Claretie ou Jules Clarétie, né le 3 décembre 1840 à Limoges et mort le 23 décembre 1913 à Paris, est un romancier, dramaturge français, également critique dramatique, historien et chroniqueur de la vie parisienne. Il rejoint les Immortels à l’Académie française en 1888. Au cours de sa longue carrière, outre la signature Jules Claretie, il a recours à plus d'une douzaine de pseudonymes afin de publier ses œuvres littéraires et ses articles dans la presse. Il a également utilisé, avec Charles-Edmond Chojecki, le pseudonyme collectif de Jules Tibyl.

## Biographie
Jules Clarétie naît le 3 décembre 1840 à Limoges, capitale du Limousin dans le département de Haute-Vienne.
Il collabore à de nombreux journaux, notamment au Figaro et au Temps, sous plusieurs pseudonymes. Il tient la critique théâtrale à l'Opinion nationale, au Soir, à La Presse. Ami d'Étienne Arago, il publie une analyse de ses Mémoires dans Le Temps du 28 mai 1892.
Historien, il compose entre autres une Histoire de la Révolution de 1870-1871.

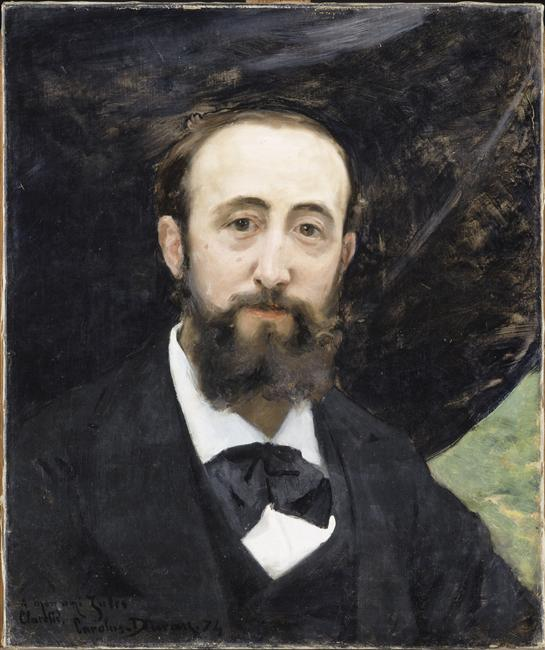
Jules Claretie (1840-1913)
Carolus-Duran, 1874.
Palais des Beaux-Arts de Lille.

En littérature, il publie en début de carrière des romans sentimentaux aux accents mélodramatiques, notamment Eliza Mercœur (1864) et Le Dernier Baiser (1864), puis fait quelques incursions dans le roman policier avec Un assassin (1866), récit d'un « crime mondain qui devint l'un des grands succès de l'année, et Le Petit Jacques (1885), un mélodrame qui sera plusieurs fois adapté au cinéma, dans lequel un ouvrier se laisse accuser d'un meurtre, le coupable lui ayant promis de donner à son fils une bonne éducation ».
Parmi les autres récits appartenant au genre policier, il faut compter Jean Mornas (1885), L'Accusateur (1895), L'Obsession (Moi et l'autre) (1905-1908), et des nouvelles, « en particulier Catissou et Kadja (publiées avec le roman Jean Mornas) ; mais aussi L'Homme aux mains de cire (1878), dans laquelle le héros, persuadé que l'inconnu qui fait la cour à sa propre fiancée est un vampire, trucide son rival d'un coup de poignard béni dans le cœur ; ou encore, L'impulsion (1912), qui s'intéresse aux mobiles d'un meurtre, en apparence gratuit ».

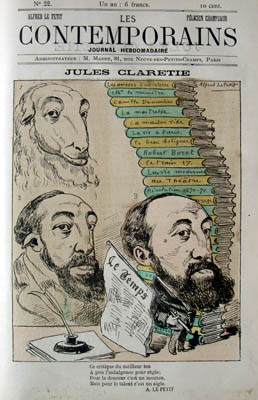
Caricature de Jules Claretie
par Alfred Le Petit
parue en 1881.

Jules Claretie donne également de nombreux romans sur les milieux de la bourgeoisie et du pouvoir, tels que Monsieur le Ministre (1881) et Le Million (1882), ou quelques récits dans un registre plus exotiques, comme Le Prince Zilah (1884) qui est adapté à deux reprises au cinéma. Plusieurs de ses romans, dont La Famille des Gueux (écrit avec Ferdinando Petruccelli della Gattina), sont également adaptés pour la scène.
En 1894, il écrit pour Massenet le livret de La Navarraise et celui d' Amadis, tiré d'Amadis de Gaule, roman chevaleresque de Garci Rodríguez de Montalvo, qui n'est créé qu'après la mort des deux artistes, le 1er avril 1922 au Grand Théâtre de Monte Carlo.
Il est élu président de la Société des gens de lettres, puis, en 1882 et 1883, il devient vice-président de la Société des auteurs et compositeurs dramatiques, avant d'être nommé, de 1885 à 1913, administrateur général de la Comédie-Française, dont il ouvre les portes à des auteurs contemporains, tels que Paul Hervieu, Georges Rodenbach avec Le Voile en 1894, Henry Bataille et Octave Mirbeau, dont il fait jouer Les affaires sont les affaires et, à contrecœur et contraint par une décision de justice, Le Foyer.
En 1907, il signe la préface de Une amoureuse, de l'écrivaine Violette Bouyer-Karr, œuvre saluée par l'Académie française.
Le 26 janvier 1888, à 48 ans, il est élu membre de l'Académie française au fauteuil 35, succédant ainsi à Alfred-Auguste Cuvillier-Fleury.
Jules Clarétie meurt le 23 décembre 1913 à Paris à l’âge de 73 ans. Il est inhumé au cimetière du Père-Lachaise (4e division),.
Il est le cousin germain de Léo Claretie. Par sa mère, il cousine également avec le peintre Jules Dupré.[réf. nécessaire]

## Distinctions
- Grand officier de la Légion d'honneur (décret du 12 novembre 1913)

## Œuvres

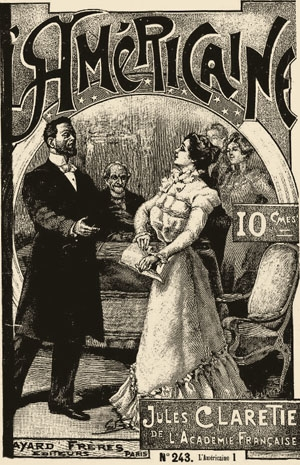
L'Américaine
de Jules Claretie.

- La Revanche des morts, 1860
- Une drôlesse, 1862
- Pierrille, 1863
- Les Contemporains oubliés, 1864
- La Fontaine et Lamartine, 1864
- Les Ornières de la vie, 1864
- Les Victimes de Paris, 1864
- Eliza Mercœur, 1864
- Le Dernier Baiser, 1864
- M. de Lamartine, 1864
- Les Voyages d'un Parisien, 1865
- Petrus Borel le lycanthrope, 1865
- Béranger, 1865
- L'Incendie de la Birague, 1865
- Un assassin (Robert Burat), 1866
- Histoires cousues de fil blanc, 1866
- Les Derniers Montagnards, histoire de l’insurrection de Prairial an III, 1867
- Mademoiselle Cachemire (Une femme de proie), 1867
- La Libre Parole. Madeleine Bertin, 1868
- Raymond Lindey, 1869
- La Volonté du peuple, 1869
- La Poudre au vent, 1869
- La Famille des gueux, 1869 (théâtre)
- La Vie moderne au théâtre, 2 vol., 1869-1875
- Armand Barbès, 1870
- Journées de voyage, Espagne et France, 1870
- La Débâcle, 1871
- Le Champ de bataille de Sedan, 1871
- L'Empire, les Bonaparte et la Cour, 1871
- La France envahie, 1871
- La Guerre nationale, 1871
- Paris assiégé, 1871
- Rapport sur la fondation de bibliothèques municipales, 1871
- Noël Rambert Le Petit Jacques, 1872
- Le Roman des soldats, 1872
- Histoire de la Révolution de 1870-1871, 5 volumes, 1872. Réédition en 2 volumes, 1877, volume 1, volume 2
- Les Prussiens chez eux, 1872
- Ruines et Fantômes, 1873
- Molière, sa vie et ses œuvres, 1873
- Peintres et sculpteurs contemporains, 2 vol., Charpentier, 1873 ; nouvelle édition, illustrée par Léopold Massard, chez Jouaust :
  - 1re série (1882), peintres décédés de 1870 à 1880 sur Gallica
  - 2e série (1884), peintres vivants en 1881 sur Gallica
- Les Ingrats, 1874
- J.-B. Carpeaux, 1874 a lire en ligne sur Gallica
- Les Muscadins, 2 vol., 1874
- Portraits contemporains, 2 vol., 1874
- Les Belles Folies, 1874
- Camille Desmoulins, Lucile Desmoulins, 1874 : étude sur les Dantonistes : d'après des documents nouveaux et inédits
- L’Art et les artistes français contemporains, 1876
- Le Renégat (Michel Berthier), 1876
- Le Beau Solignac, 2 vol., 1876
- Cinq ans après : l’Alsace et la Lorraine, 1876
- Le Père, 1877
- Le Régiment de Champagne, 1877
- Une journée à l'abbaye de Valmons, 1877
- Le Train no 17, 1877
- La Maison vide. Le Troisième Dessous, 1878
- La Fugitive, 1879
- Le Drapeau, 1879, prix Vitet de l’Académie française
- Béranger et la chanson, 1879
- Les Mirabeau, 1879
- Jules Dupré, 1879
- La Maîtresse, 1880
- La Vie à Paris, 17 vol., 1880-1910 Texte en ligne 1880 1881 1883 1895 1896 1897 1898 1899 1901-1903 1905 1909 1910
- Monsieur le Ministre, 1881
- Les Amours d'un interne, 1881
- Le Million, 1882
- Victor Hugo, 1882
- Ludovic Halévy, 1883
- Noris, mœurs du jours, 1883
- Célébrités contemporaines, Jules Verne, A. Quantin, 1883
- Un enlèvement au XVIIIe siècle, 1883
- Le Prince Zilah, 1884
- Le Petit Jacques, 1885
- Jean Mornas, 1885
- Journées de vacances, 1886
- La Mansarde, 1887
- Candidat, 1887
- La Canne de M. Michelet, 1887
- Bouddha, 1888
- L'Académie française en 1789, 1889
- La Cigarette, 1890
- Puy joli, 1890
- Le Roman en France au début du XVIIIe siècle, 1891
- L'Américaine, 1891
- Feuilles de route en Tunisie, 1891
- La Navarraise, 1894
- Mariage manqué, ill. de Henri Magron, Paris, Charles Mendel éditeur, 1894
- La Frontière, 1894
- L'Accusateur, 1895
- Brichanteau comédien, 1896
- Le Sang français, 1901
- Victor Hugo, 1902
- Profils de théâtre, 1903
- La Maison de Victor Hugo, 1904
- Brichanteau célèbre, 1905
- L'Obsession (Moi et l'autre), 1905-1908
- Le Mariage d'Agnès, 1907
- Souvenirs du diner Bixio, 1924

Les papiers personnels de Jules Claretie ainsi que ceux de sa famille sont conservés à la Bibliothèque historique de la ville de Paris. Ils se composent de correspondances, de papiers manuscrits, de son journal et de différents articles.
La bibliothèque de la Fondation Dosne-Thiers a acheté en 1917 les ouvrages composant sa bibliothèque personnelle.

## Adaptations cinématographiques
- 1913 : Le Petit Jacques, film muet français, réalisé par Georges Monca ;
- 1923 : Le Petit Jacques, film muet français, réalisé par Georges Lannes et Georges Raulet ;
- 1934 : Le Petit Jacques, film français, réalisé par Gaston Roudès ;
- 1953 : Le Petit Jacques, film français, réalisé par  Robert Bibal.

## Hommage
- Rue Jules-Claretie (Paris)
- Plaque apposée devant le 2 avenue Lesage, à Maisons-Laffitte.

### Iconographie
- Dornac, Portrait d' Arsène Armand dit Jules Clarétie (1840-1913), entre 1885 et 1895, photographie, Paris, musée Carnavalet (notice en ligne).
- Jules Chaplain, Jules Claretie, 1905, plaquette en bronze[réf. nécessaire].